# Krzysztof Gajewski
Krzysztof Gajewski (ur. 17 kwietnia 1958 w Chełmnie) – polski oficer, generalny inspektor Policji, komendant wojewódzki Policji w Bydgoszczy w latach 2006–2011, komendant wojewódzki Policji w Gdańsku w latach 2011–2012, zastępca komendanta głównego Policji w latach 2012–2015, komendant główny Policji w 2015.

## Życiorys
W 1988 ukończył Wyższą Szkołę Oficerską w Szczytnie. Tytuł zawodowy magistra uzyskał w 1999 na Wydziale Nauk Społecznych Uniwersytetu Gdańskiego. Odbył nadto szkolenia i kursy, m.in. we Francji (1991, prawo i zwalczanie przestępczości) i Stanach Zjednoczonych (2009).
W latach 1983–1990 służył w III komendzie Milicji Obywatelskiej w Gdańsku, pełniąc w 1990 funkcję kierownika sekcji operacyjno-dochodzeniowej do walki z przestępstwami kryminalnymi. Od 1990 do 1994 związany był z komendą rejonową Policji Gdańsk-Południe, będąc m.in. zastępcą komendanta i komendantem (1993–1994) tej jednostki. W 1994 został zastępcą komendanta komendy rejonowej Policji w Gdańsku, natomiast w 1999 jej komendantem. Od 2006 do 2011 był komendantem wojewódzkim Policji w Bydgoszczy, natomiast w latach 2011–2012 sprawował tożsamą funkcję w Gdańsku.
W styczniu 2012 został powołany na stanowisko zastępcy komendanta głównego Policji. 12 lutego 2015 został komendantem głównym Policji. Odwołany z tego stanowiska 10 grudnia 2015.
W 2009 mianowany na stopień nadinspektora, a w 2015 na stopień generalnego inspektora Policji.

## Odznaczenia
- Złoty Krzyż Zasługi[1]
- Srebrny Krzyż Zasługi[1]
- Złota i Srebrna Odznaka „Zasłużony Policjant”[1]
- Medal „Milito Pro Christo”[7]